# Des pauvres au bord de la mer
Des pauvres au bord de la mer (Miseráveis diante do mar em português) ou A Tragédia é uma pintura do espanhol Pablo Picasso, concebida por este no ano de 1903.
O óleo sobre madeira, está, atualmente, na Galeria Nacional de Arte, em Washington. A obra é considerada parte do Período Azul.